# Teresin (gromada w powiecie sochaczewskim)
Teresin – dawna gromada, czyli najmniejsza jednostka podziału terytorialnego Polskiej Rzeczypospolitej Ludowej w latach 1954–1972.
Gromady, z gromadzkimi radami narodowymi (GRN) jako organami władzy najniższego stopnia na wsi, funkcjonowały od reformy reorganizującej administrację wiejską przeprowadzonej jesienią 1954 do momentu ich zniesienia z dniem 1 stycznia 1973, tym samym wypierając organizację gminną w latach 1954–1972.
Gromadę Teresin z siedzibą GRN w Teresinie utworzono – jako jedną z 8759 gromad na obszarze Polski – w powiecie sochaczewskim w woj. warszawskim, na mocy uchwały nr VI/10/4/54 WRN w Warszawie z dnia 5 października 1954. W skład jednostki weszły obszary dotychczasowych gromad Gaj, Granice, Ludwików, Paprotnia, Seroki, Topołowa i Zielonka ze zniesionej gminy Szymanów w tymże powiecie. Dla gromady ustalono 27 członków gromadzkiej rady narodowej.
31 grudnia 1959 do gromady Teresin przyłączono wsie Gnatowice Nowe i Paski ze znoszonej gromady Zawady, wsie Izbiska, Lisica, Maszna i Pawłowice ze znoszonej gromady Krubice oraz wsie Budy Piaseckie, Piasecznica Nowa i Piasecznica Stara ze znoszonej gromady Dębówka w tymże powiecie.
Gromada przetrwała do końca 1972 roku, czyli do kolejnej reformy gminnej. 1 stycznia 1973 w powiecie sochaczewskim utworzono gminę Teresin.